# 아로스칼도
아로스칼도(타갈로그어: aroskaldo)는 찹쌀과 닭고기로 만든 루가우이다. 한국의 닭죽과 유사하다.

## 이름
타갈로그어 "아로스칼도(aroskaldo)"의 어원은 스페인어에서 찾을 수 있다. 스페인어로 "아로스(arroz)"는 "쌀"을, "칼도(caldo)"는 "국물"을 뜻한다. 

## 같이 보기
- 닭죽